# ガブリエル・アノ
ガブリエル・アノ（Gabriel Hanot, 1889年11月6日 - 1968年8月10日）は、フランスのパ＝ド＝カレー県アラス出身のサッカー選手。リーグ・アン、UEFAチャンピオンズリーグを提案・創設した人物として知られる。

## 経歴
1889年11月6日、アラスにて出生。1906年に17歳でトゥールコワンFCの選手としてプロデビュー。フランス代表では1908年～1919年に渡って、フランス代表草創期のフルバックとして活躍した。フランス代表の通算成績としては、12試合3得点（うち10試合が第一次世界大戦勃発前の物である）。代表デビューは1908年3月8日のスイス戦で、代表としての最後の出場試合は1919年3月9日のベルギー戦だった。
1919年に自家用機を操縦中に航空事故を起こし、負傷。サッカー選手としてのキャリアに終止符を打つと共に、ジャーナリストに転身した。
フランス最大手の日刊スポーツ新聞であるレキップに所属し、1932年にリーグ・アンを、そして1955年に同僚のジャック・フェランと共にUEFAチャンピオンズリーグを提案し、創設にこぎ着けた。
また、フランス代表監督を1945年から1949年まで務めた。監督としての成績は21試合10勝2分け9敗であった。
1968年8月10日に78歳で死去。

## 所属クラブ
- 1906-1910 トゥールコワンFC
- 1910-1912 BFCプロイセン
- 1912-1915 トゥールコワンFC
- 1916-1919 ASレ・ペルー